# Fran Villalba
Francisco José Villalba Rodrigo (Valencia, 11 de mayo de 1998), conocido deportivamente como Fran Villalba, es un futbolista español que juega como delantero en el Club Santos Laguna de la Liga MX de México.

## Carrera

### Inicios
Vecino del poblado marítimo de El Cabañal, llegó a la escuela valencianista en 2003 con solo 5 años cuando una persona alertó a Fran Escribá, que era entonces uno de los responsables del fútbol base del Valencia Club de Fútbol, de que en los querubines de Escolapios había un niño diferente al resto. Acababa de ser distinguido como mejor jugador del Trofeo Españeta y el técnico no dudó y dio luz verde para que llegase a Paterna. 
Los técnicos distinguieron en él a un futbolista de talento y desde bien temprano le auguraron un camino hacia el éxito. El F. C. Barcelona había visto en acción al jugador y llamó a su puerta, pero decidieron que no era el momento de dar un cambio tan brusco. El curso siguiente afrontó el salto al fútbol once y rindió a un nivel espectacular en el Infantil B, pero a mitad de la campaña decidieron promocionarlo al Infantil A. 
En el Valencia se tenía constancia de que los captadores del F. C. Barcelona iban detrás del pequeño Fran, y en una época en que la cantera vio mermada su inversión por grandes recortes se trazó una estrategia para evitar su salida: el 6 de abril de 2011 los técnicos valencianistas organizaron un entrenamiento de Unai Emery, entrenador del primer equipo, con las promesas de la cantera con un objetivo: intentar que Fran sienta que está cerca del primer equipo y no se marche. Su salida fue inevitable. Tras un torneo en Arona, el F. C. Barcelona lo captó pero no se adaptó a La Masía y en cuestión de un mes y medio ya quiso regresar.
Su siguiente paso fue la cesión una temporada al cadete del CF Cracks, una escuela de fútbol que colaboraba con el Valencia C. F. Allí coincidió con Curro Torres. Se desempeñaba en la banda izquierda partiendo hacia adentro, pero Curro decidió reubicarlo en el medio cuando ambos vuelven al Cadete A del Valencia C. F. y empezó a desatar su potencial.

### Valencia Juvenil
A mediados de 2013 el nuevo mánager general de la cantera, Rufete, tuvo como prioridad retenerle en el club pese al interés de varios clubes. No se pudo retener a Pedro Chirivella y por tanto la continuidad de Fran se convirtió en objetivo prioritario para Rufete, y tras negociar con sus representantes se logró blindarlo en 2014 con estatus de perla de la Academia y ascendiéndole al Juvenil A de la División de Honor dirigido por Rubén Baraja.
En su primer año de juvenil (2014-15) brilló tanto que incluso llegó a firmar en diciembre de 2014, con solo 16 años, un contrato de imagen con la marca Adidas, y dio el salto al Valencia C. F. Mestalla, de nuevo a las órdenes de Curro Torres, debutando en la Segunda División B el 15 de febrero de 2015 jugando diez minutos en el Nou Estadi contra el Gimnàstic de Tarragona. Entró en alguna convocatoria más pero no volvió a jugar con el principal filial valencianista hasta el 25 de abril frente al C. F. Reus en el Estadio Antonio Puchades, entrando en el descanso al terreno de juego.

### Valencia Mestalla
El verano de 2015, ya plenamente jugador del Valencia Mestalla con 17 años, hizo la pretemporada con el primer equipo del Valencia Club de Fútbol a las órdenes de Nuno Espírito Santo y fue una de las sensaciones, cumpliendo su sueño de debutar con el primer equipo en un partido amistoso contra el Wiener SK el 21 de julio. Aun así siguió en el filial de Segunda B dirigido por Curro Torres, jugando prácticamente todos los partidos, y compaginándolos con la Liga Juvenil de la UEFA a las órdenes de Miguel Ángel Angulo, llegando a dar hasta cuatro asistencias de gol. 

#### Primer equipo
Ante las numerosas bajas del primer equipo, el técnico interino Voro decidió convocarle para el partido de Liga 2015-16 contra el F. C. Barcelona en la 14.ª jornada, y estuvo a punto de debutar pero finalmente no fue el último cambio. Sí llegó a debutar en partido oficial en Mestalla, ya a las órdenes de Gary Neville, en el partido de vuelta de los dieciseisavos de final de la Copa del Rey frente al Barakaldo el 16 de diciembre de 2015, entrando tras el descanso sustituyendo a André Gomes y dejando encantada a la grada con su calidad. Dos días después el técnico, tras comentarlo con el director de la escuela José Ramón Alexanco, decidió que tanto Fran como sus compañeros Diallo y Zahibo iban a estar entrenando con el primer equipo hasta final de temporada. El 31 de diciembre hizo su debut oficial en Liga al jugar los últimos minutos en El Madrigal contra el Villarreal C. F. El 14 de enero de 2016 hizo su debut oficial como titular en el primer equipo ante el Granada C. F. en Copa, y el 10 de febrero volvió a ser titular en Copa en la vuelta de las semifinales frente al F. C. Barcelona en Mestalla. No volvió a tener más participación en el primer equipo con la llegada del técnico Pako Ayestaran, y su papel en el filial pasó a ser secundario el resto de la temporada.

### Valencia Mestalla
El jugador pasó a formar parte definitivamente del Valencia Mestalla a mediados de 2016 pero tuvo poco protagonismo en el equipo de Curro Torres, por tanto no tuvo continuidad ni titularidad. Tal vez era debido a su juventud (18 años) y al rápido ascenso que tuvo desde el Cadete al Juvenil y luego directamente a debutar y entrenar con el primer equipo. Esta incómoda situación despertó además el interés de otros clubes, pero el Valencia no quiso dejarle escapar y el 18 de octubre de 2016 renovó su contrato hasta el año 2020.
La temporada 2016-17 del Valencia Mestalla, llegando incluso a la final por el ascenso de categoría, tuvo poca participación de Fran Villalba al contar en la plantilla con otros futbolistas más experimentados, pero a mediados de 2017 el club decidió dar mayor protagonismo al futbolista, ya de 19 años, de cara a la siguiente temporada.
La 2017-18 empezó a las órdenes de Lubo Penev y luego de Miguel Grau, siendo titular indiscutible sobre todo con el segundo. Jugó en 33 partidos de las 38 jornadas del campeonato, logrando además 6 goles, pero sin dar de nuevo el salto al primer equipo, así que el club optó por subir otro escalón y cederlo a algún club de Primera o Segunda. 

#### C. D. Numancia
El 12 de julio de 2018 el Valencia C. F. lo cedió durante una temporada al C. D. Numancia de Segunda División. En la temporada 2018-19 se convirtió con 20 años en titular indiscutible como volante ofensivo del equipo. Debutó el 18 de agosto en la 1.ª jornada ante el Córdoba C. F. en el Nuevo Arcángel, mientras que su primer gol lo marcó en la 5.ª jornada frente al Real Sporting de Gijón en El Molinón. Su números brillaron tanto como su juego, ya que participó en un total de 40 partidos (39 de Liga y 1 de Copa) consiguiendo 4 goles y dando 7 asistencias de gol. No pasó desapercibido ni para el Valencia C. F. ni para otros muchos clubes.

### Birmingham City F. C.
En la pretemporada de 2019 trató de hacerse un hueco en el Valencia de Marcelino y participó en tres partidos amistosos, pero siguió sin tener sitio en el equipo. Por este motivo el club aceptó su traspaso al Birmingham City F. C. de la Segunda División inglesa, que hizo oficial su fichaje para las siguientes tres temporadas. En el acuerdo del traspaso el club valencianista se guardaba el 75% de los derechos del jugador además de una serie de cláusulas para poder recuperarlo.
Hizo su debut en la Championship a las órdenes de Pep Clotet el 10 de agosto de 2019 en la 2.ª jornada en el St Andrew's Stadium contra el Bristol City, y marcó su primer gol en la 11.ª jornada frente al Middlesbrough F. C. Su titularidad para Clotet era incuestionable, aunque su posición en el campo iba variando de interior izquierdo a mediocentro ofensivo, o incluso en alguna ocasión de lateral izquierdo. El equipo pasaba por horas bajas, y a partir de diciembre se dejó de contar con el futbolista, en parte por la marcha del segundo entrenador, Paco Herrera, por motivos personales, que era además el principal valedor de Fran en el club inglés. En total participó en 17 de las 28 jornadas en las que estuvo disponible, marcando un gol.

#### Cesiones a España
El 27 de enero de 2020 la Unión Deportiva Almería, entonces de Segunda División, hizo oficial su incorporación como cedido hasta el final de la temporada, guardándose además una opción de compra por el jugador. El club indálico tenía como nuevo propietario al saudí Turki Al-Sheikh y como entrenador a José Mª Gutiérrez "Guti", y el objetivo era ascender de categoría. El 2 de febrero fue su debut en la 26.ª jornada del campeonato, precisamente en su antiguo estadio, el Nuevo Los Pajaritos frente al C. D. Numancia, su exequipo de la anterior campaña. Poco después, el 15 de febrero marcaba su primer gol, esta vez en El Alcoraz frente a la S. D. Huesca. Posteriormente, días después de la conclusión de su cesión en el Almería, el club indálico anunció la prolongación de su cesión por una temporada más, conservando además la opción de compra que ya poseía. Esta opción no se ejecutó y en agosto de 2021 fue el Real Sporting de Gijón quien logró su cesión. Esta incluía también una opción de compra que esta vez sí se hizo efectiva y firmó con el conjunto asturiano hasta 2026. A pesar de ello no se quedó en el equipo, ya que en agosto fue prestado al Málaga C. F.

### Etapa en México
Tras volver a Gijón después de su paso por Málaga, dejó el club en julio de 2024 tras haber disputado un total de 77 encuentros, en los que marcó cuatro goles y dio once asistencias, para irse a México y fichar por el Santos Laguna.

## Selección nacional
Durante el curso 2013-14 recibió la primera llamada de la categoría sub-16 de la selección española, dirigida por Santi Denia, y pronto dio el salto a la sub-17 convirtiéndose en una de las piezas claves del equipo.

## Clubes
| Club                            | País       | Año       |
| ------------------------------- | ---------- | --------- |
| Valencia C. F. Mestalla         | España     | 2015-2018 |
| Valencia C. F.                  | España     | 2018-2019 |
| C. D. Numancia (cedido)         | España     | 2018-2019 |
| Birmingham City F. C.           | Inglaterra | 2019-2022 |
| U. D. Almería (cedido)          | España     | 2020-2021 |
| Real Sporting de Gijón (cedido) | España     | 2021-2022 |
| Real Sporting de Gijón          | España     | 2022-2024 |
| Málaga C. F. (cedido)           | España     | 2022-2023 |
| Club Santos Laguna              | México     | 2024-     |

## Palmarés

### Distinciones individuales
| Distinción                                          | Año  |
| --------------------------------------------------- | ---- |
| Seleccionado en el Once de Bronce del Fútbol Draft. | 2018 |